# Duende y misterio del flamenco
Duende y misterio del flamenco és una pel·lícula documental espanyola de 1952 dirigida per Edgar Neville. Fou rodada en cinefotocolor.

## Sinopsi
El documental fa una aproximació al flamenc a través d'una antologia dels diversos cants i balls que l'engloben. També fa un repàs a la història de les diverses varietats de cant i ball: soleares, buleries, fandangos o tonás.
La veu en off de Fernando Rey dona pas a les actuacions i intervencions d'artistes consagrats internacionalment com Antonio, el ballarí, Pilar López, Jacinto Antolín “Niño de Almadén”, Aurelio Sellés “Aurelio de Cádiz”, Cristóbal Gil Gómez “El Niño de la Cantera”, Manuel Terrón “Manzanilla”, Luis López “Maravilla”, “Badajoz”, Rafael de Jerez, Manuel Moreno “Moraíto Chico” i “El Poeta”.

## Nominacions i premis
Va ser nominada a la Palma d'Or al 6è Festival Internacional de Cinema de Canes.
La pel·lícula va aconseguir un premi econòmic de 400.000 ptes, als premis del Sindicat Nacional de l'Espectacle de 1952.